# Mgombasi
Mgombasi ist ein Verwaltungsbezirk (Ward) des Distrikts Namtumbo in der tansanischen Region Ruvuma.

## Geografie
Mgombasi liegt im Südwesten von Tansania etwa 70 Kilometer Luftlinie nordöstlich der Regionshauptstadt Songea. Die Grenze im Nordosten bildet der Fluss Luwegu, einem Nebenfluss des Rufiji. Der Bezirk grenzt im Norden an den Distrikt Malinyi der Region Morogoro, im Osten an Likuyuseka, im Süden an Namtumbo und im Westen an Mputa und Kitanda. Bei der Volkszählung 2022 lebten 12.755 Menschen in 2911 Haushalten auf einer Fläche von 1861 Quadratkilometern.

## Gliederung
Der Bezirk besteht aus vier Gemeinden (Mtaa) mit 29 Orten (Kitongoji):
| Mtumbatimaji - Kanisani - Kilundamawe - Mtumbatimaji - Miembeni - Msikitini - Shuleni | Nangero - Nangero - Shuleni - Mihongohongo - Magharibi - Miwangani | Nambecha - Msimbazi - Majengo A - Nambecha - Msikitini - Kanisani - Msindeni A - Majengo B | Mgombasi - Uhonde - Dodoma - Shuleni - Lizaboni - Liloka - Sokoine - Jangwani - Kinguluwila - Mliwasi - Sokoni A - Sokoni B |

## Infrastruktur
- Bildung: Die Mgombasi Secondary School ist eine staatliche weiterführende Schule. Im Jahr 2024 bildet 14 Lehrer 408 Mädchen und Burschen bis zur 4. Stufe aus.[8][9]
- Gesundheit: In den drei Gemeinden Mtumbatimaji, Nambecha und Mgombasi befindet sich je eine staatliche Apotheke.[10][11][12]